# 殘暴北極熊
殘暴北極熊（學名：Ursus maritimus tyrannus）為已滅絕的北極熊亞種，目前僅有在英國倫敦基尤橋的泰晤士河礫石堆中找到一段尺骨碎片。由芬蘭古生物學家布約爾恩·庫爾特恩於1964年命名，他認為這段尺骨屬於一頭亞成年個體，完整的尺骨長度達48.5 cm（19英寸），相較之下，亞成年的北極熊尺骨長度約僅有36—43 cm（14—17英寸）。體長3.6－3.9m，肩高可達1.9m。                     
一項尚未發表的重新檢視研究認為，該化石實際上為棕熊。